# Christine Swane
Christine Swane, född 29 maj 1876 i Kerteminde, Danmark, död 16 augusti 1960 i Farum, Danmark, var en dansk målare, skulptör, keramiker och textilkonstnär.

## Biografi
Swane studerade teckning för Fritz Syberg vid Tekniska skolan i Fåborg 1897–1898 och för Viggo Johansen vid Det Kongelige Danske Kunstakademi 1898–1901 och studerade därefter måleri privat något år för Jens Ferdinand Willumsen och något år för Fritz Syberg i Köpenhamn innan hon fortsatte sina studier vid Giersings målarskola 1920 och Kunstindustrimuseets håndverkskole i Köpenhamn 1926. Hon utgick i sin konst från Fynskolans naturalism men kom genom sitt intresse för Karl Isaksons målningar alltmer att ägna sig åt de koloristiska problemen.
Hon fick tidigt kontakt med Sverige och vistades periodvis på en av hennes fars svenska gårdar där hon målade ett antal koloristiskt finstämda studier och under 1930-talet gjorde hon flera målarresor till Småland och Västkusten där hon fångade klipp- och havslandskap från Båstad och Arildstrakten. Förutom landskap målade hon stilleben.
Hennes keramik är enkel och kraftig med en närmast abstrakt dekor. 

## Utställningar
Separat ställde hon ut ett flertal gånger i Köpenhamn och hon medverkade i flera svenska och danska samlingsutställningar. Swane är representerad vid Malmö museum, Museum of Modern Art i Aalborg, Randers Kunstmuseum och Østfyns Museer.

## Familj
Swane var dotter till köpmannen Jeppe Andreas Larsen och Vilhelmine Christine Bless, och syster till konstnären Johannes Larsen. Hon var åren 1910–1920 gift med konstnären Sigurd Swane, och blev mor till konstnären Lars Swane.